# Салуджа
Салуджа (итал. Saluggia) — коммуна в Италии, располагается в регионе Пьемонт, в провинции Верчелли.
Население составляет 4105 человек (2008 г.), плотность населения составляет 131 чел./км². Занимает площадь 31 км². Почтовый индекс — 13040. Телефонный код — 0161.
Покровителем коммуны почитается святой Грат Аостский, празднование 6 сентября.

## Демография
Динамика населения:

## Администрация коммуны
- Официальный сайт: http://www.comune.saluggia.vc.it/